# Волфганг Баварски
Волфганг Баварски (на немски: Wolfgang von Bayern; * 1 ноември 1451, Мюнхен; † 25 май 1514, Ландсберг ам Лех от фамилията Вителсбахи (линията Бавария-Мюнхен), е принц от Херцогство Бавария-Мюнхен, каноник в катедралите на Пасау (1458), Аугсбург (1458 – 1463) и Кьолн (1461).

## Живот
Той е седмият, най-малкият, син на херцог Албрехт III (1401 – 1460) и съпругата му Анна (1414 – 1474), дъщеря на херцог Ерих I фон Брауншвайг-Грубенхаген-Айнбек и съпругата му Елизабет фон Брауншвайг-Гьотинген. Брат е на Йохан IV (1437 – 1463), Зигмунд (1439 – 1501), Албрехт IV (1447 – 1508) и Христоф (1449 – 1493).
Волфганг се отказва от управлението на херцогството. През 1471 г. брат му Албрехт арестува брат му Христоф понеже иска да участва в управлението. Тогава Волфганг бяга от Мюнхен и чрез писма до император Фридрих III, множество князе и град Мюнхен се застъпва за брат си Христоф, който след 19 месеца е освободен и също се отказва от управлението.
След 1488 г. Волфганг става съветник на император Максимилиан I и му служи. През 1506 г. той истински се отказва от Херцогство Бавария в полза на брат му Албрехт. Назначен е в опекунския съвет на племенника си Вилхелм IV.
Той умира на 25 май 1514 г. в Ландсберг ам Лех и е погребан, както баща му, в манастир Андекс.

## Деца
Волфганг има дъщеря:
- Маргарета Баварска, омъжена за Михаел Майр.